# Walter Hahnemann
Walter Max Hahnemann (geboren 6. Mai 1879 in Annaberg; gestorben 23. März 1944 in Lochau) war ein deutscher Hochfrequenztechniker und Wehrwirtschaftsführer.

## Leben
Walter Hahnemann studierte  1899 bis 1902 an der Technischen Hochschule München und war bis 1905 als Ingenieur bei AEG und danach ein Jahr bei Telefunken beschäftigt. Er wurde Abteilungsleiter für Funktelegraphie bei C. Lorenz und diente von 1909 bis 1912 in der Kaiserlichen Marine. Von 1912 bis 1925 war Hahnemann Geschäftsführer der Signal-Gesellschaft und war dann, auch in der Zeit des Nationalsozialismus, bis zu seinem Tod Generaldirektor bei der C. Lorenz AG. Er wurde zum Wehrwirtschaftsführer ernannt.
Hahnemann förderte die Entwicklung des Lichtbogensenders nach Valdemar Poulsen. Er führte die Dämpfungsmessung in der Funktechnik ein und machte mit Hans Harbich von der Reichspost  Versuche zur Dämpfung des Nahschwundes, die zur Entwicklung der  schwundmindernden Antenne führten. Er engagierte sich für den Ausbau des deutschen Rundfunknetzes und des Drahtfunks. Militärisch bedeutsam waren seine Arbeiten auf dem Gebiet der Unterwasserschalltechnik und der Hochfrequenz-Flugnavigation.

## Schriften
- mit Hans August Steudel (Hrsg.): 50 Jahre Lorenz  1880-1930. Festschrift der C. Lorenz Aktiengesellschaft, Berlin-Tempelhof. Förster & Borries, Zwickau 1931.